# Хатимура, Руй
Руй Хатиму́ра (яп. 八村 塁; род. 8 февраля 1998 года в Тояме, Япония) — японский профессиональный баскетболист, выступающий за команду «Лос-Анджелес Лейкерс» в Национальной баскетбольной ассоциации. На студенческом уровне выступал за команду университета Гонзаги «Гонзага Бульдогс». Был выбран на драфте НБА 2019 года в 1-м раунде под общим 9-м номером командой «Вашингтон Уизардс». Играет на позициях лёгкого и тяжёлого форварда.

## Ранние годы
Хатимура родился в префектуре Тояма в семье этнической японки Макико (麻紀子) и отца-бенинца Закари Джабила. Имя Руй (塁) означает в переводе с японского база или укрепление. Такое имя дал будущему игроку дедушка, который был большим фанатом бейсбола. У Руя две младшие сестры и младший брат. Младший брат, Аллен (阿蓮) также играет в баскетбол за команду университета Токай в Японии. В детстве также играл в бейсбол на позициях кэтчера и питчера.

## Профессиональная карьера
15 апреля 2019 года Хатимура объявил о том, что он достиг минимального возраста для драфта и выставил свою кандидатуру на Драфт НБА 2019 года.

### Вашингтон Уизардс (2019—2023)
Хатимура был выбран под общим 9-м номером драфта командой «Вашингтон Уизардс», став таким образом вторым японским игроком, задрафтованным в НБА. Первым был Ясутака Окаяма, однако Хатимура стал первым японцем, выбранным в первом раунде.

### Лос-Анджелес Лейкерс (2023—настоящее время)
23 января 2023 года Хатимура был обменян в «Лос-Анджелес Лейкерс» на Кендрика Нанна и три будущих выбора второго раунда драфта.
25 января 2023 года в дебютном матче за «Лейкерс» Хатимура набрал 12 очков и 6 подборов за 22 минуты игрового времени.
6 июля 2023 года Хатимура подписал новый контракт с «Лос-Анджелес Лейкерс».
14 февраля 2024 года Хатимура установил новый карьерный максимум - 36 очков в победе над «Ютой Джаз» со счетом 138:122. 27 марта Хатимура набрал 32 очка, реализовав семь трехочковых бросков и 10 подборов в победе над «Мемфис Гриззлис» со счетом 136:124.

## Карьера в сборной
Выступал за сборные Японии младших возрастов. С 2018 года играет за взрослую сборную Японии.
Вместе со сборной дебютировал на чемпионате мира 2019 года. В квалификационном раунде в матче против команды Ирана Хатимура набрал 25 очков, что помогло японцам сенсационно обыграть команду Ирана со счётом 70:56.
Хатимура был вызван на Кубок мира ФИБА 2023 года, но 27 июня отказался от участия, сославшись на усталость от сезона и плей-офф НБА, в котором его команда вышла в финал Западной конференции, и необходимость готовиться к следующему сезону.

## Статистика

### Статистика в НБА
| Сезон                                                                                    | Команда   | Регулярный сезон | Регулярный сезон | Регулярный сезон | Регулярный сезон | Регулярный сезон | Регулярный сезон | Регулярный сезон | Регулярный сезон | Регулярный сезон | Регулярный сезон | Регулярный сезон | Серия плей-офф | Серия плей-офф | Серия плей-офф | Серия плей-офф | Серия плей-офф | Серия плей-офф | Серия плей-офф | Серия плей-офф | Серия плей-офф | Серия плей-офф | Серия плей-офф |
| Сезон                                                                                    | Команда   | GP               | GS               | MPG              | FG%              | 3P%              | FT%              | RPG              | APG              | SPG              | BPG              | PPG              | GP             | GS             | MPG            | FG%            | 3P%            | FT%            | RPG            | APG            | SPG            | BPG            | PPG            |
| ---------------------------------------------------------------------------------------- | --------- | ---------------- | ---------------- | ---------------- | ---------------- | ---------------- | ---------------- | ---------------- | ---------------- | ---------------- | ---------------- | ---------------- | -------------- | -------------- | -------------- | -------------- | -------------- | -------------- | -------------- | -------------- | -------------- | -------------- | -------------- |
| 2019/20                                                                                  | Вашингтон | 48               | 48               | 30,1             | 46,6             | 28,7             | 82,9             | 6,1              | 1,8              | 0,8              | 0,2              | 13,5             | Не участвовал  | Не участвовал  | Не участвовал  | Не участвовал  | Не участвовал  | Не участвовал  | Не участвовал  | Не участвовал  | Не участвовал  | Не участвовал  | Не участвовал  |
| 2020/21                                                                                  | Вашингтон | 57               | 57               | 31,5             | 47,8             | 32,8             | 77,0             | 5,5              | 1,4              | 0,8              | 0,1              | 13,8             | 5              | 5              | 34,6           | 61,7           | 60,0           | 58,3           | 7,2            | 1,0            | 0,4            | 0,2            | 14,8           |
| 2021/22                                                                                  | Вашингтон | 42               | 13               | 22,5             | 49,1             | 44,7             | 69,7             | 3,8              | 1,1              | 0,5              | 0,2              | 11,3             | Не участвовал  | Не участвовал  | Не участвовал  | Не участвовал  | Не участвовал  | Не участвовал  | Не участвовал  | Не участвовал  | Не участвовал  | Не участвовал  | Не участвовал  |
| 2022/23                                                                                  | Вашингтон | 30               | 0                | 24,3             | 48,8             | 33,7             | 75,9             | 4,3              | 1,2              | 0,4              | 0,4              | 13,0             | Не участвовал  | Не участвовал  | Не участвовал  | Не участвовал  | Не участвовал  | Не участвовал  | Не участвовал  | Не участвовал  | Не участвовал  | Не участвовал  | Не участвовал  |
| 2022/23                                                                                  | Лейкерс   | 33               | 9                | 22,4             | 48,5             | 29,6             | 72,1             | 4,7              | 0,7              | 0,2              | 0,4              | 9,6              | 16             | 1              | 24,3           | 55,7           | 48,7           | 88,2           | 3,6            | 0,6            | 0,5            | 0,3            | 12,2           |
| 2023/24                                                                                  | Лейкерс   | 68               | 39               | 26,8             | 53,7             | 42,2             | 73,9             | 4,3              | 1,2              | 0,6              | 0,4              | 13,6             | 5              | 5              | 30,5           | 39,5           | 35,7           | 50,0           | 3,8            | 0,8            | 0,0            | 0,0            | 7,8            |
|                                                                                          | Всего     | 278              | 166              | 26,9             | 49,3             | 37,1             | 76,3             | 4,8              | 1,3              | 0,6              | 0,3              | 12,7             | 26             | 11             | 27,5           | 54,2           | 48,5           | 75,9           | 4,3            | 0,7            | 0,4            | 0,2            | 11,8           |
| Наведите курсор мыши на аббревиатуры в заголовке таблицы, чтобы прочесть их расшифровку. |           |                  |                  |                  |                  |                  |                  |                  |                  |                  |                  |                  |                |                |                |                |                |                |                |                |                |                |                |

### Статистика в NCAA
| Сезон | Команда | Conf  | Class | GP  | GS | MPG  | FG%  | 3P%  | FT%  | RPG | APG | SPG | BPG | PPG  |
| --- | ------- | ----- | ----- | --- | -- | ---- | ---- | ---- | ---- | --- | --- | --- | --- | ---- |
| 2016/17 | Гонзага | WCC   | FR    | 28  | 0  | 4,6  | 52,8 | 28,6 | 54,2 | 1,4 | 0,1 | 0,2 | 0,1 | 2,6  |
| 2017/18 | Гонзага | WCC   | SO    | 37  | 2  | 20,7 | 56,8 | 19,2 | 79,5 | 4,7 | 0,6 | 0,5 | 0,5 | 11,6 |
| 2018/19 | Гонзага | WCC   | JR    | 37  | 37 | 30,2 | 59,1 | 41,7 | 73,9 | 6,5 | 1,5 | 0,9 | 0,7 | 19,7 |
| Всего | Всего   | Всего | Всего | 102 | 39 | 19,7 | 57,9 | 31,6 | 74,6 | 4,4 | 0,8 | 0,6 | 0,5 | 12,1 |
| Наведите курсор мыши на аббревиатуры в заголовке таблицы, чтобы прочесть их расшифровку Статистика приведена с сайта sports-reference.com |         |       |       |     |    |      |      |      |      |     |     |     |     |      |